# كيمبرلي مارشال
كيمبرلي مارشال (بالإنجليزية: Kimberly Marshall)‏ هي عازفة الأرغن أمريكية، ولدت في 8 مايو 1959.